# Della Rovere

della Roveres vapen

della Rovere var en berömd italiensk ätt i Kyrkostaten.
Bland sina medlemmar räknade della Rovere Francesco della Rovere, som 1471-1484 var påve under namnet Sixtus IV, Giuliano della Rovere, den föregåendes brorson, var 1503-1513 påve under namnet Julius II, senator av Rom Raffaele della Rovere (1423-1477), hertigen av Urbino Francesco Maria I della Rovere (1491-1538), kardinal Giulio della Rovere (död 1578), hertigen av Urbino Francesco Maria II della Rovere (1548-1574)
Ätten utslocknade 1631 på svärdssidan och 1694 på spinnsidan.